# Ruppes
Ruppes est une commune française située dans le département des Vosges en région Grand Est.
Ses habitants sont appelés les Ruppins.

## Géographie

### Localisation
Le village tient probablement son nom du ruisseau qui le traverse : la Ruppe. Son territoire, peu
boisé, se trouve dans une riche plaine à 290 m d’altitude.
| Clérey-la-Côte | Mont-l'Étroit Meurthe-et-Moselle | Punerot                 |
| Jubainville    | Ruppes                           |                         |
|                | Soulosse-sous-Saint-Élophe       | Martigny-les-Gerbonvaux |

### Géologie et relief
La commune se compose de 28,39 hectares de territoires artificialisés (3,77 %), 647,77 hectares de territoires agricoles (85,91 %) et 78,18 hectares de forêts et milieux semi-naturels (10,37 %).
Espaces naturels :
- Trois zone naturelle d'intérêt écologique, faunistique et floristique (Znieff) :

Gîtes à chiroptères à Mont-L'Étroit,
Gîte à chiroptères de Jubainville, Bois Brûlé et Bois de la Robe,
Côtes du Toulois.

### Hydrographie et les eaux souterraines
Hydrogéologie et climatologie : Système d’information pour la gestion des eaux souterraines du bassin Rhin-Meuse :
Territoire communal : Occupation du sol (Corinne Land Cover); Cours d'eau (BD Carthage),
Géologie : Carte géologique; Coupes géologiques et techniques,
 Hydrogéologie : Masses d'eau souterraine; BD Lisa; Cartes piézométriques.
La commune est située dans le bassin versant de la Meuse au sein du bassin Rhin-Meuse. Elle est drainée par la ruisseau la Rupe, le ruisseau de L Orge et le ruisseau des Chaudrons,.
La ruisseau la Rupe, d'une longueur totale de 12 km, prend sa source dans la commune d'Autreville et se jette dans la Meuse à Sauvigny, après avoir traversé cinq communes.

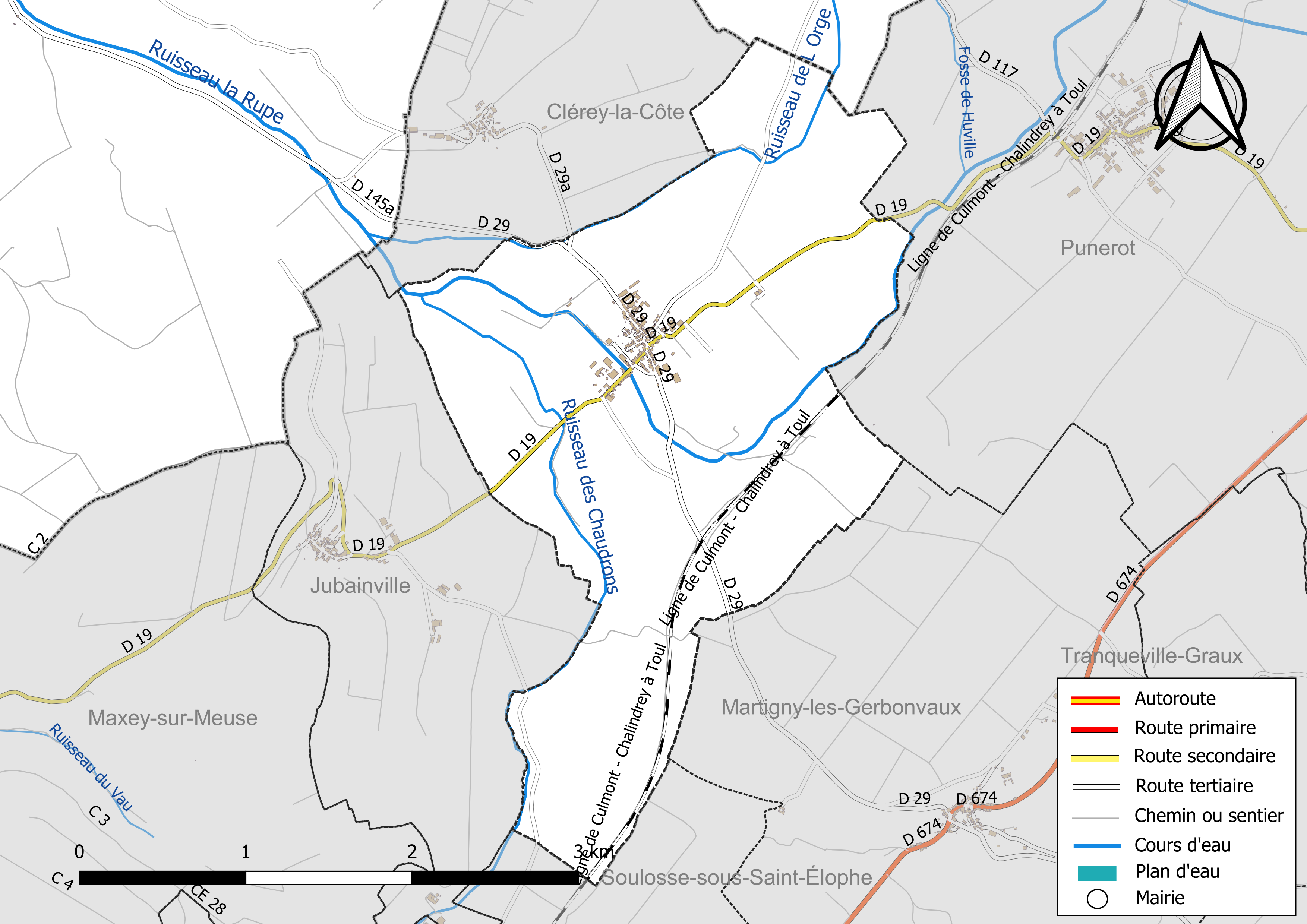
Réseaux hydrographique et routier de Ruppes.

La qualité des eaux de baignade et des cours d’eau peut être consultée sur un site dédié géré par les agences de l’eau et l’Agence française pour la biodiversité.

### Climat
Pour des articles plus généraux, voir Climat du Grand Est et Climat des Vosges.
En 2010, le climat de la commune est de type climat des marges montargnardes, selon une étude du Centre national de la recherche scientifique s'appuyant sur une série de données couvrant la période 1971-2000. En 2020, Météo-France publie une typologie des climats de la France métropolitaine dans laquelle la commune est exposée à un climat océanique altéré et est dans la région climatique  Lorraine, plateau de Langres, Morvan, caractérisée par un hiver rude (1,5 °C), des vents modérés et des brouillards fréquents en automne et hiver. 
Pour la période 1971-2000, la température annuelle moyenne est de 9,6 °C, avec une amplitude thermique annuelle de 16,7 °C. Le cumul annuel moyen de précipitations est de 890 mm, avec 12,7 jours de précipitations en janvier et 9,2 jours en juillet. Pour la période 1991-2020, la température moyenne annuelle observée sur la station météorologique de Météo-France la plus proche, « Rollainville », sur la commune de Rollainville à 12 km à vol d'oiseau, est de 10,3 °C et le cumul annuel moyen de précipitations est de 860,3 mm. 
La température maximale relevée sur cette station est de 39,6 °C, atteinte le 25 juillet 2019 ; la température minimale est de −18,2 °C, atteinte le 20 décembre 2009,,. 
Les paramètres climatiques de la commune ont été estimés pour le milieu du siècle (2041-2070) selon différents scénarios d'émission de gaz à effet de serre à partir des nouvelles projections climatiques de référence DRIAS-2020. Ils sont consultables sur un site dédié publié par Météo-France en novembre 2022.

## Urbanisme

### Typologie
Au 1er janvier 2024, Ruppes est catégorisée commune rurale à habitat dispersé, selon la nouvelle grille communale de densité à sept niveaux définie par l'Insee en 2022.
Elle est située hors unité urbaine. Par ailleurs la commune fait partie de l'aire d'attraction de Neufchâteau, dont elle est une commune de la couronne,. Cette aire, qui regroupe 72 communes, est catégorisée dans les aires de moins de 50 000 habitants,.

### Occupation des sols
L'occupation des sols de la commune, telle qu'elle ressort de la base de données européenne d’occupation biophysique des sols Corine Land Cover (CLC), est marquée par l'importance des territoires agricoles (85,8 % en 2018), une proportion identique à celle de 1990 (85,8 %). La répartition détaillée en 2018 est la suivante : 
prairies (54,2 %), terres arables (31,6 %), forêts (10,4 %), zones urbanisées (3,8 %). L'évolution de l’occupation des sols de la commune et de ses infrastructures peut être observée sur les différentes représentations cartographiques du territoire : la carte de Cassini (XVIIIe siècle), la carte d'état-major (1820-1866) et les cartes ou photos aériennes de l'IGN pour la période actuelle (1950 à aujourd'hui).

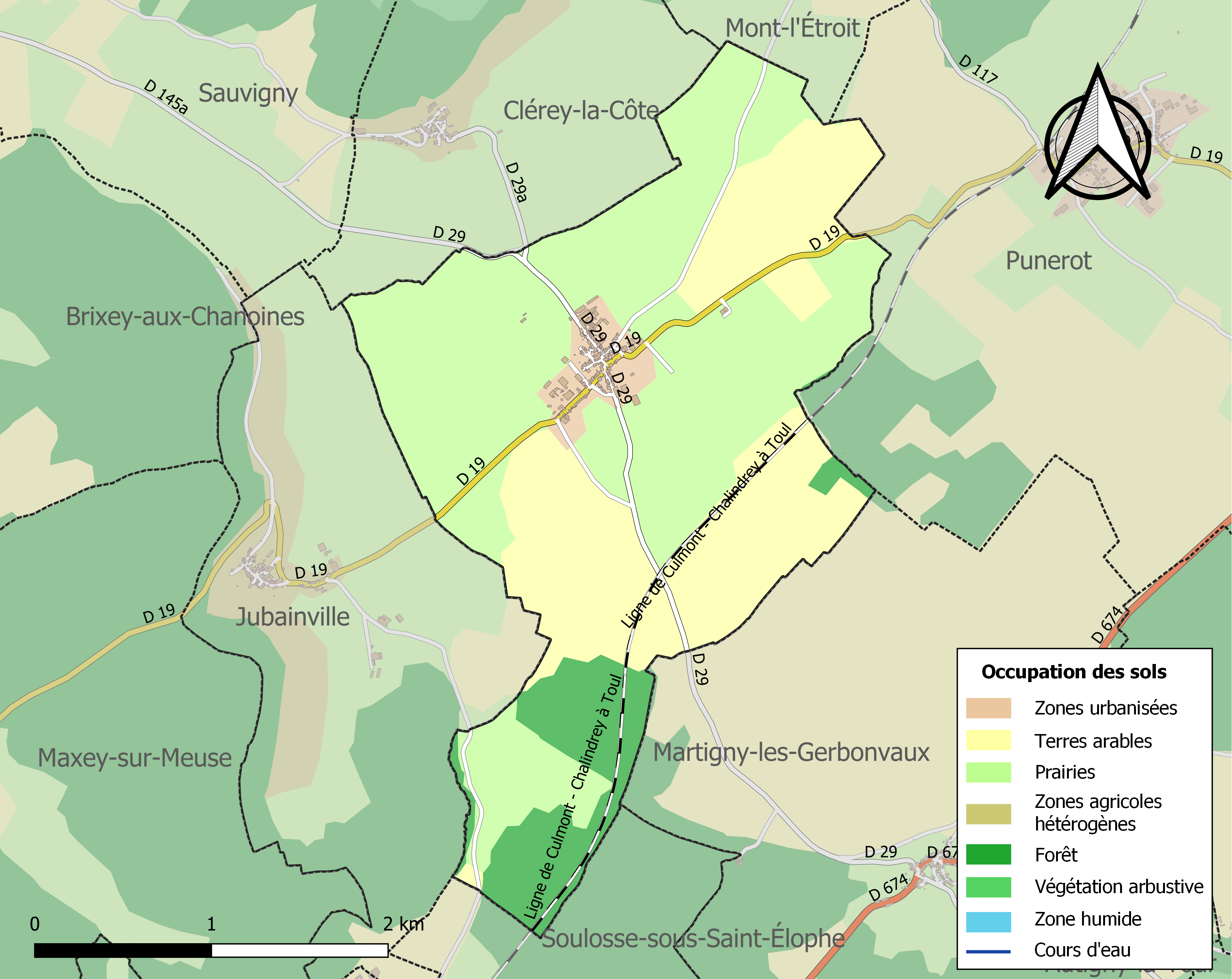
Carte des infrastructures et de l'occupation des sols de la commune en 2018 (CLC).

### Voies de communications et transports

#### Voies routières
- A31 (aussi appelée autoroute de Lorraine-Bourgogne). Échangeurs Colombey-les-Belles, Châtenois, Toul-Valcourt.

#### Transports en commun
- Fluo Grand Est.

#### Lignes SNCF

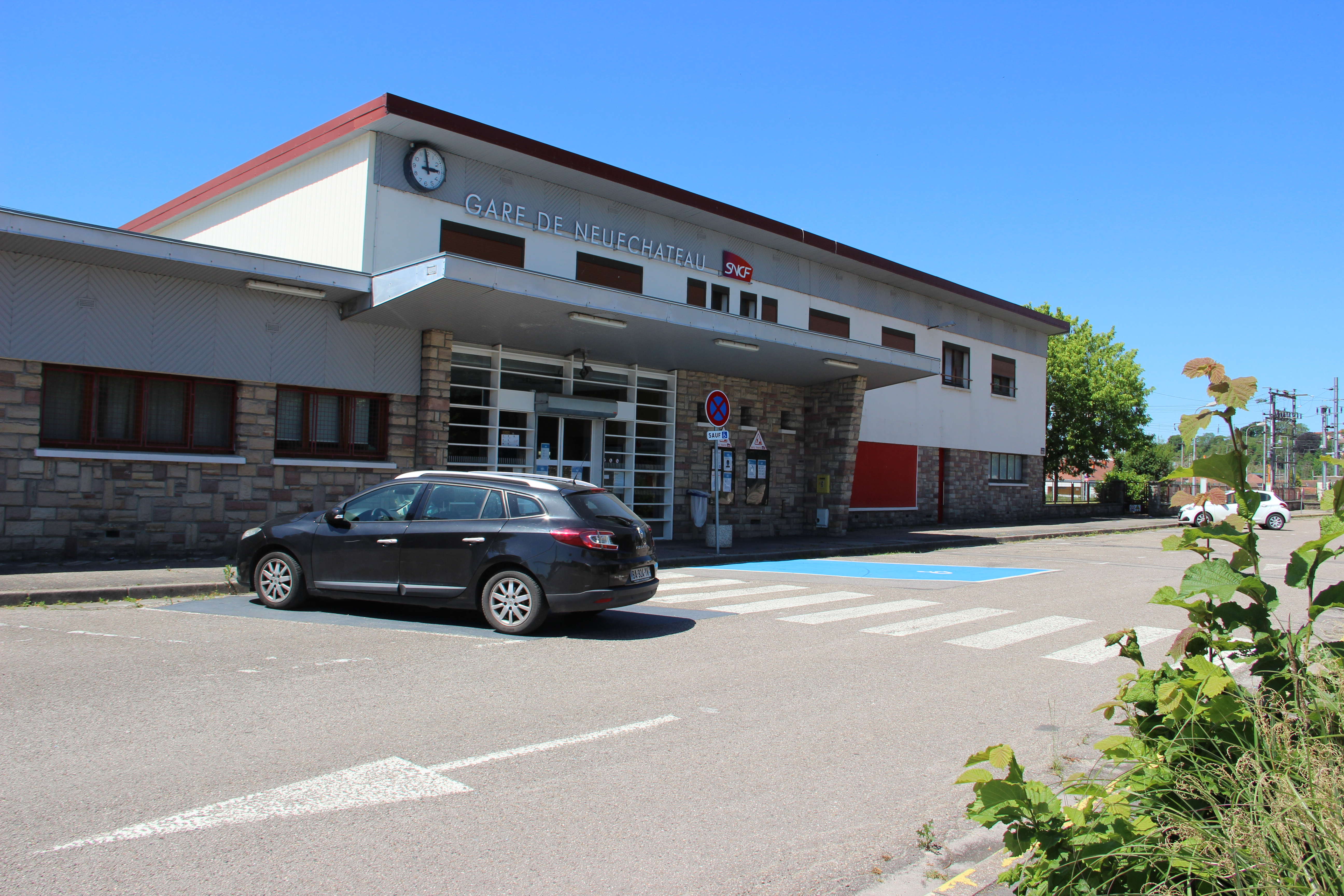
Gare de Neufchâteau.

- Gare de Neufchâteau
- Gare de Toul
- Gare de Pagny-sur-Meuse

#### Transports aériens
- L'Aéroport d'Épinal-Mirecourt « Vosges Aéroport ».

À partir de l'été 2021, l’aéroport d’Épinal-Mirecourt est devenu le "pélicandrome" de la Zone Est et servira ainsi de base de ravitaillement et d’intervention pour les avions bombardiers d’eau connus sous le nom de Dash 8.
- Aéroport de Nancy-Essey.

## Toponymie
Le nom de la localité est attesté sous les formes Rupe (1261) ; Ruppes (1262) ; Ruppez (1387) ; De Ruppibus (1402) ; Ruppe (1486) ; Rupes (1491) ; Rupte (1656) ; Rupt (XVIIe siècle) ; Ruppe, Rup (1716) ; « Ruisseau de Ranpré » (1845).

## Histoire
Chef-lieu d’une baronnie, Ruppes devint prévôté et passa à la Maison de Bauffremont puis à celle de Stainville. Elle devint lorraine par le mariage de Catherine de Salm avec François de Vaudémont.
La paroisse de Ruppes possédait, paraît-il, une église romaine qui fut détruite pendant la guerre de Trente Ans,.
En 1790, Ruppes devient chef-lieu d'un canton qui regroupe les communes de Ruppes, Jubainville, Clérey, Martigny-les-Gerbonvaux, Harmonville, Autreville, Punerot, Graux, Maxey-sur-Meuse et Moncel-et-Happoncourt. Inclus dans le district de Mouzon-Meuse, le canton est absorbé en 1801 par celui de Coussey.

## Politique et administration

### Budget et fiscalité 2023

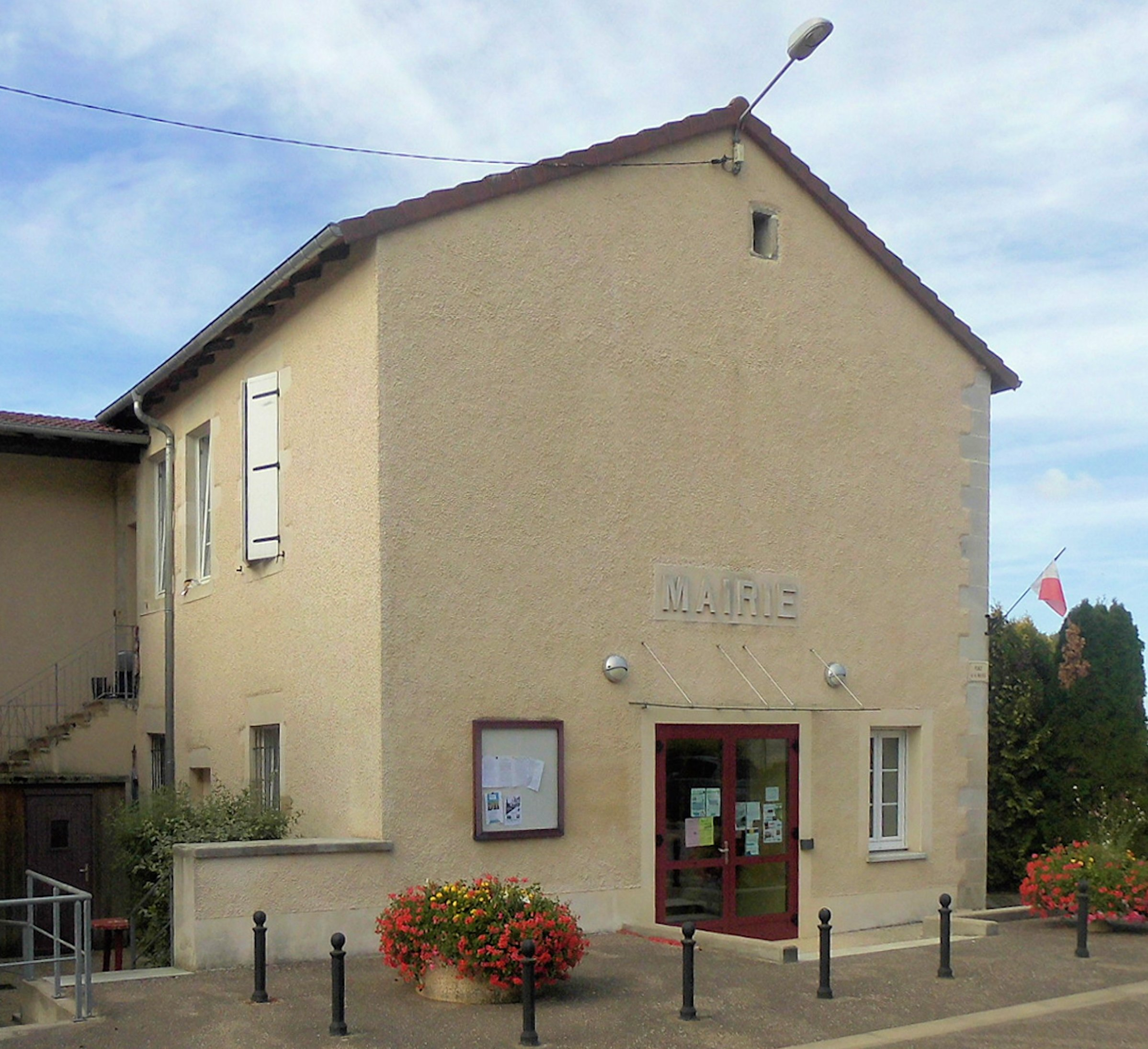
La mairie.

En 2023, le budget de la commune était constitué ainsi :
- total des produits de fonctionnement : 119 000 €, soit 829 € par habitant ;
- total des charges de fonctionnement : 93 000 €, soit 647 € par habitant ;
- total des ressources d'investissement : 42 000 €, soit 288 € par habitant ;
- total des emplois d'investissement : 25 000 €, soit 170 € par habitant ;
- endettement : 4 000 €, soit 25 € par habitant.

Avec les taux de fiscalité suivants :
- taxe d'habitation : 9,10 % ;
- taxe foncière sur les propriétés bâties : 31,72 % ;
- taxe foncière sur les propriétés non bâties : 8,90 % ;
- taxe additionnelle à la taxe foncière sur les propriétés non bâties : 0,00 % ;
- cotisation foncière des entreprises : 0,00 %.

Chiffres clés Revenus et pauvreté des ménages en 2021 : médiane en 2021 du revenu disponible, par unité de consommation : 25 430 €.

## Économie

### Entreprises et commerces

#### Commerces
- Commerces et services de proximité[26].

### Liste des maires
| Période                                  | Période      | Identité                | Étiquette | Qualité        |
| ---------------------------------------- | ------------ | ----------------------- | --------- | -------------- |
| Les données manquantes sont à compléter. |              |                         |           |                |
| 1984                                     | 1994         | Joël Français (?-2025)  |           |                |
| 1994                                     | 2001         |                         |           |                |
| mars 2001                                | juillet 2006 | Marie-Madeleine Gaudron |           | Démissionnaire |
| septembre 2006                           | avril 2014   | Daniel Fuchs            |           | Enseignant     |
| avril 2014                               | octobre 2021 | Maurice Aubry           |           | Démissionnaire |
| octobre 2021                             | En cours     | Jacques Brelle          |           |                |

## Population et société

### Démographie

#### Évolution démographique
L'évolution du nombre d'habitants est connue à travers les recensements de la population effectués dans la commune depuis 1793. Pour les communes de moins de 10 000 habitants, une enquête de recensement portant sur toute la population est réalisée tous les cinq ans, les populations de référence des années intermédiaires étant quant à elles estimées par interpolation ou extrapolation. Pour la commune, le premier recensement exhaustif entrant dans le cadre du nouveau dispositif a été réalisé en 2005.

En 2022, la commune comptait 144 habitants, en évolution de +5,11 % par rapport à 2016 (Vosges : −2,96 %, France hors Mayotte : +2,11 %).
| 1793 | 1800 | 1806 | 1821 | 1831 | 1836 | 1841 | 1846 | 1856 |
| ---- | ---- | ---- | ---- | ---- | ---- | ---- | ---- | ---- |
| 381  | 375  | 403  | 404  | 381  | 405  | 390  | 386  | 361  |

| 1861 | 1866 | 1876 | 1881 | 1886 | 1891 | 1896 | 1901 | 1906 |
| ---- | ---- | ---- | ---- | ---- | ---- | ---- | ---- | ---- |
| 351  | 341  | 314  | 332  | 471  | 312  | 338  | 294  | 277  |

| 1911 | 1921 | 1926 | 1931 | 1936 | 1946 | 1954 | 1962 | 1968 |
| ---- | ---- | ---- | ---- | ---- | ---- | ---- | ---- | ---- |
| 247  | 232  | 224  | 227  | 232  | 227  | 177  | 191  | 172  |

| 1975 | 1982 | 1990 | 1999 | 2005 | 2006 | 2010 | 2015 | 2020 |
| ---- | ---- | ---- | ---- | ---- | ---- | ---- | ---- | ---- |
| 140  | 121  | 111  | 131  | 127  | 127  | 121  | 136  | 141  |

| 2022 | - | - | - | - | - | - | - | - |
| ---- | - | - | - | - | - | - | - | - |
| 144  | - | - | - | - | - | - | - | - |

### Enseignement
Établissements d'enseignements :
- Écoles maternelles et primaires à Martigny-les-Gerbonvaux, Maxey-sur-Meuse, Maxey-sur-Meuse, Domrémy-la-Pucelle, Vannes-le-Châtel, Coussey.
- Collèges à Colombey-les-Belles, Neufchâteau, Vaucouleurs, Châtenois.
- Lycées à Neufchâteau, Toul.

### Santé
Professionnels et établissements de santé :
- Médecins à Sauvigny, Coussey, Allamps, Colombey-les-Belles, Neufchâteau.
- Pharmacies à  Coussey, Colombey-les-Belles, Neufchâteau, Vicherey, Blénod-lès-Toul, Vaucouleurs, Châtenois.
- Hôpitaux à Neufchâteau, Dommartin-lès-Toul, Toul, Neuves-Maisons, Vittel.

### Cultes
- Culte catholique, Paroisse Saint-Nicolas-Sainte-Jeanne-d'Arc[33], Diocèse de Saint-Dié.

## Culture locale et patrimoine

### Lieux et monuments

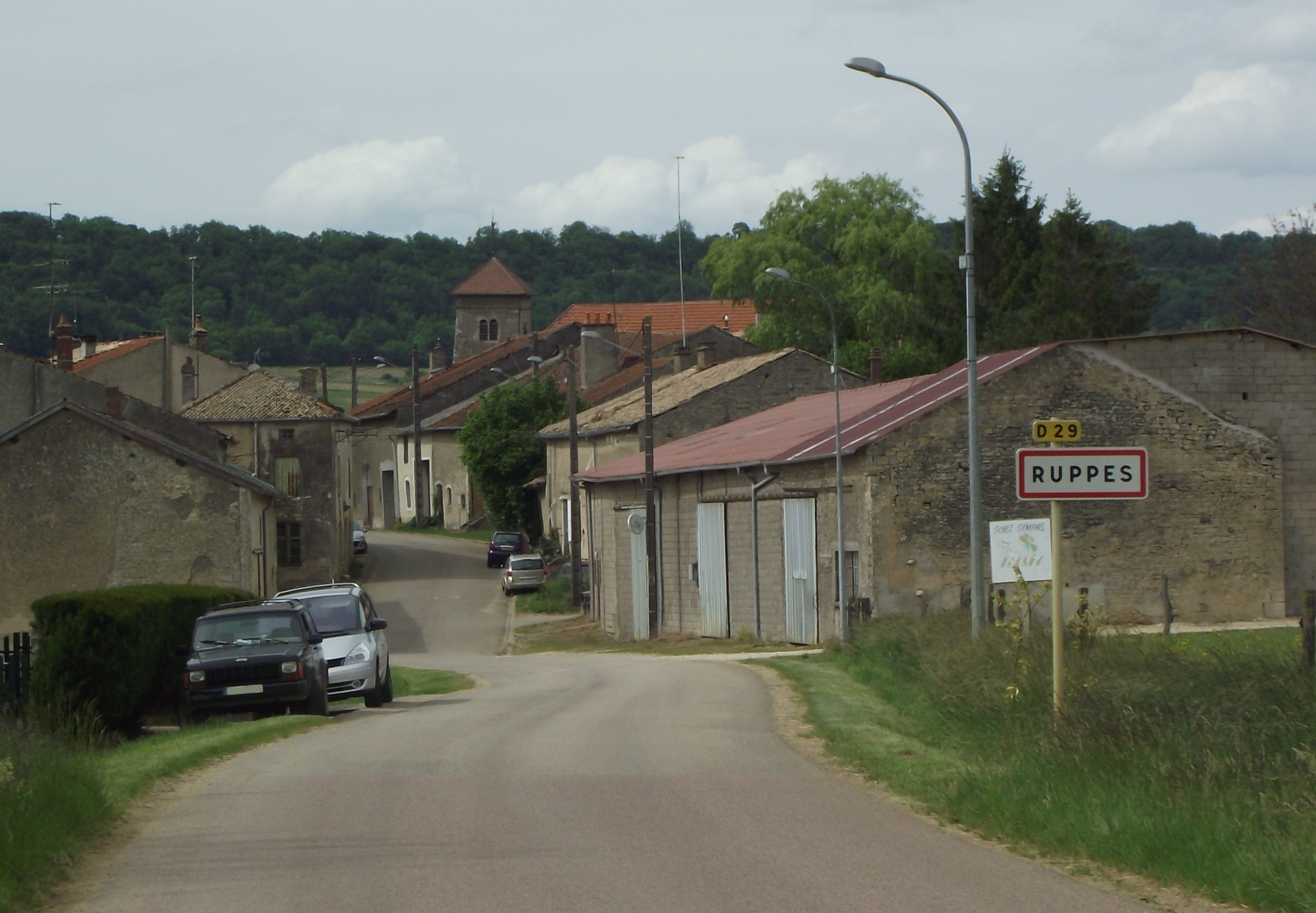
Entrée du village.
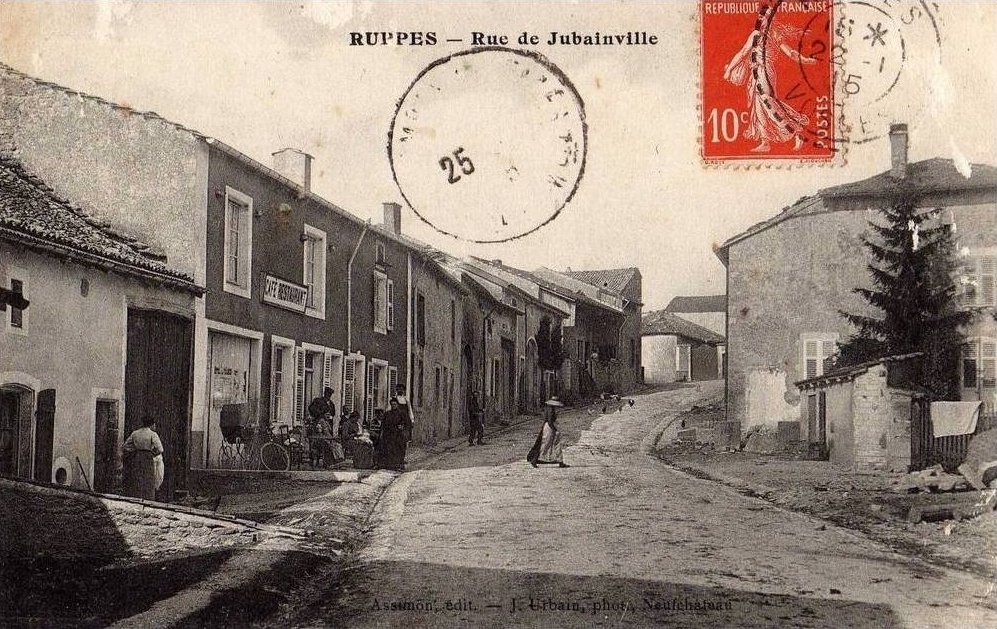
Vue du village en 1915.
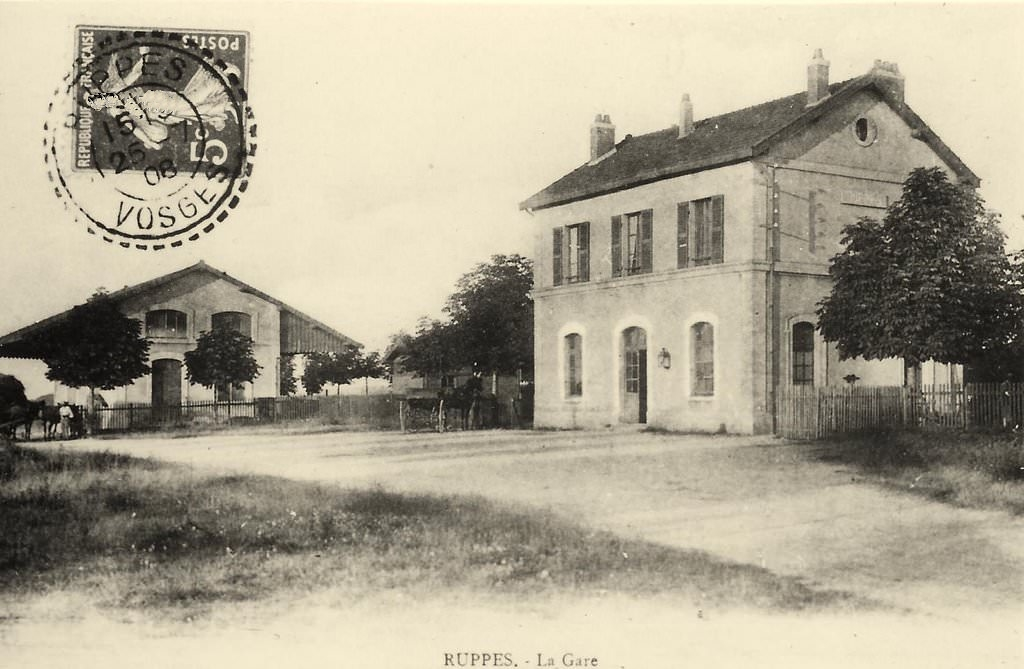
Carte postale de la gare vers 1908.
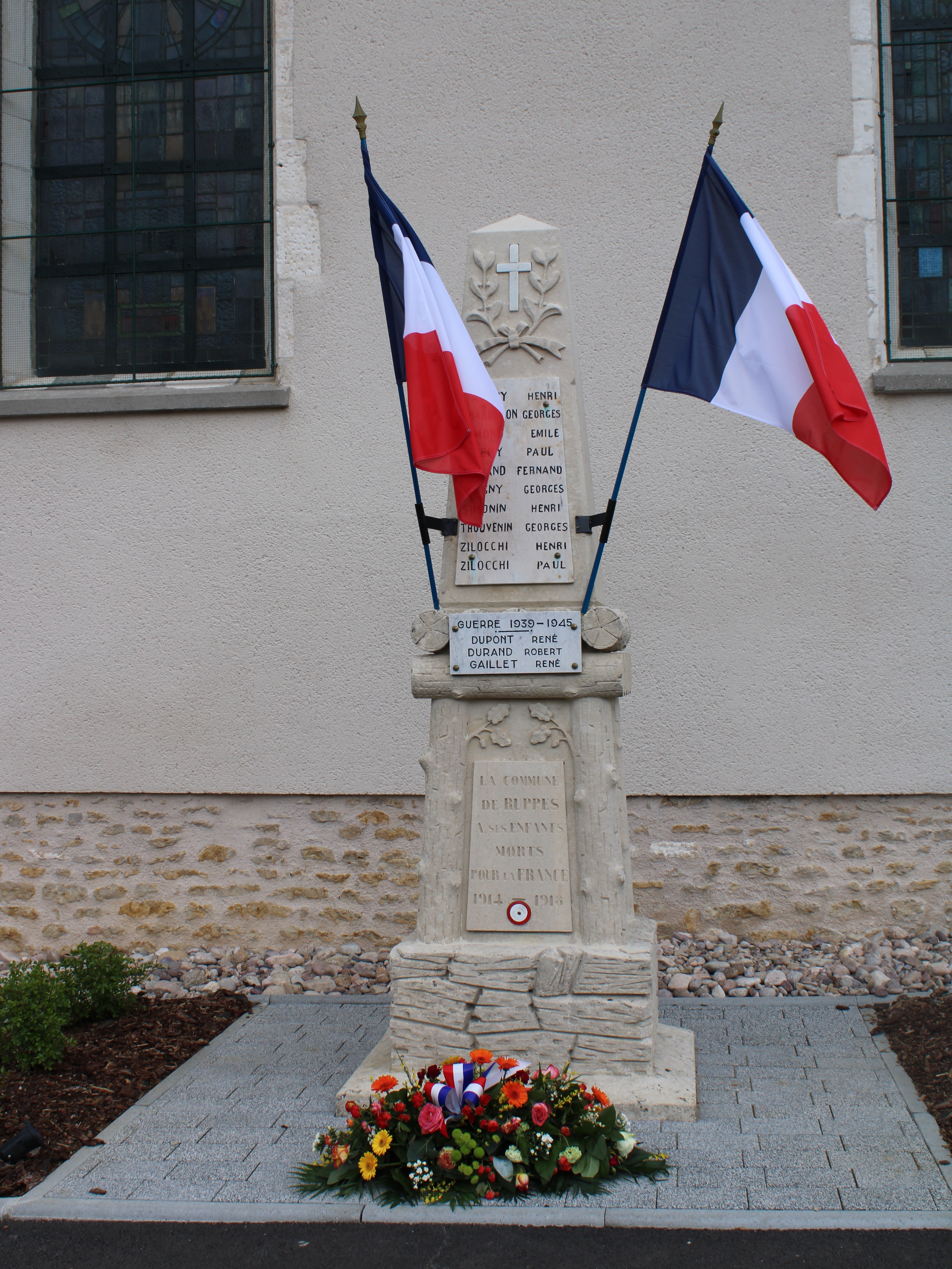
Le monument aux morts.

- Église Saint-Gengoult[34].

2 bas-reliefs : Bustes d'hommes,.
Patrimoine mobilier :
* fonts baptismaux.
* statue : Vierge de Pitié.
* statue : Christ en croix.
* médaillon : L'Annonciation.
* confessionnal.
* bancs de la nef et des bas-côtés (bancs de fidèles),.
* tabernacle et retable du maître-autel.
- Monument aux morts[46] et plaque commémorative[47],[48].

### Personnalités liées à la commune
- Gautier d'Épinal, seigneur de Ruppes, auteur de chansons au XIIIe siècle.
- Charles du Houx de Vioménil (1734-1827), maréchal de France[49].
- Jean-Nicolas-Alexandre Panichot (1766-1819), homme de loi et législateur[50], député des Vosges au Conseil des Cinq-Cents.
- Médaillés de Sainte-Hélène[51].

### Héraldique
| Blason de Ruppes | Blason  | Parti: au 1er de gueules semé de croisettes recroisetées au pied fiché d'argent, à deux saumons adossés du même, au 2e d'or à la croix ancrée alésée de gueules. |
| Blason de Ruppes | Détails | Le statut officiel du blason reste à déterminer. |

Au Moyen Âge, les anciens seigneurs de Ruppes portaient d’argent à trois écussons de gueules. 
La commune a préféré prendre le blason figurant sur le sceau de la prévôté de Ruppes de 1569. Il est parti de Salm et de Stainville, pour rappeler que cette seigneurie passa successivement dans ces deux maisons.

## Pour approfondir